# Bisbat de Montepulciano-Chiusi-Pienza
El bisbat de Montepulciano-Chiusi-Pienza (italià: diocesi di Montepulciano-Chiusi-Pienza; llatí: Dioecesis Montis Politiani-Clusina-Pientina) és una seu de l'Església catòlica, sufragània de l'arquebisbat de Siena-Colle di Val d'Elsa-Montalcino, que pertany a la regió eclesiàstica Toscana. El 2013 tenia 69.953 batejats d'un total 73.134 habitants. Actualment està regida pel bisbe Stefano Manetti.

## Territori

Mapa de la diòcesi

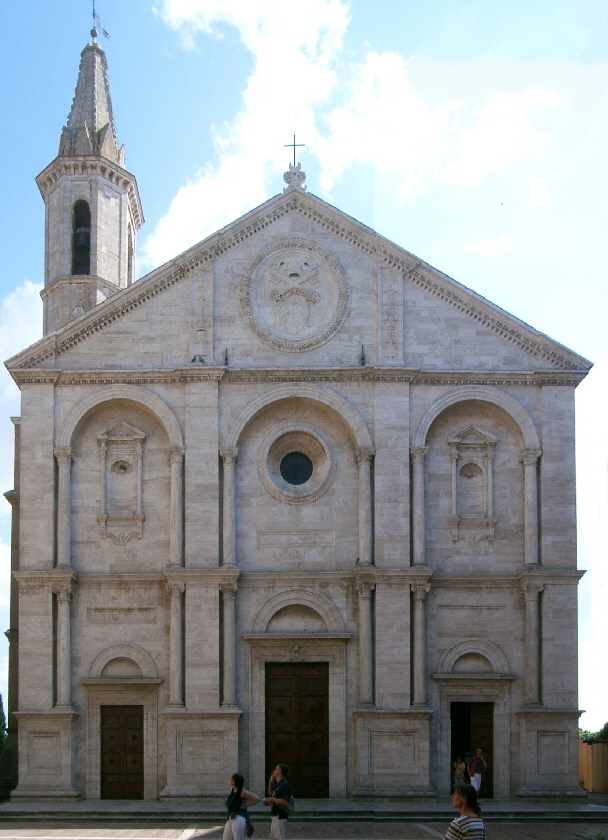
La cocatedral de Pienza

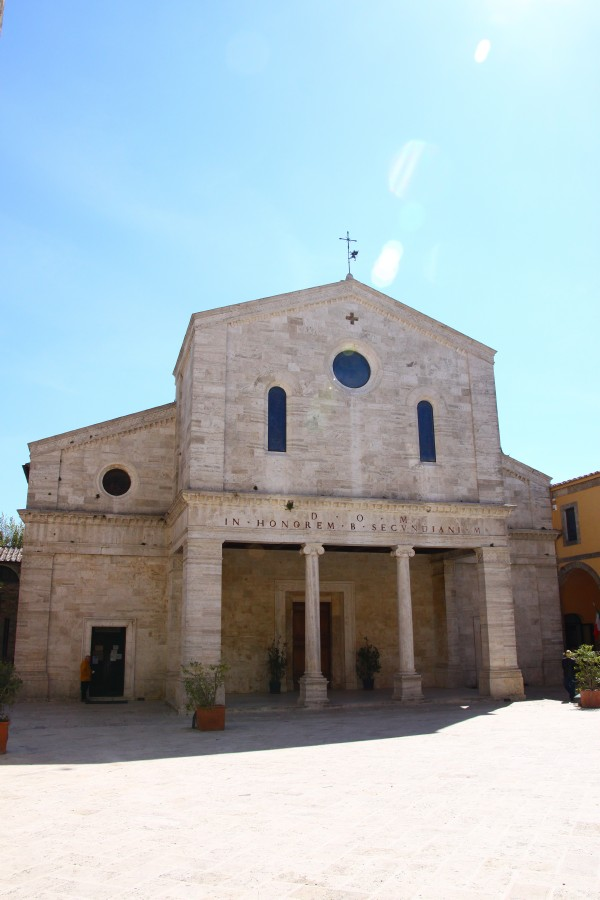
La cocatedral de Chiusi

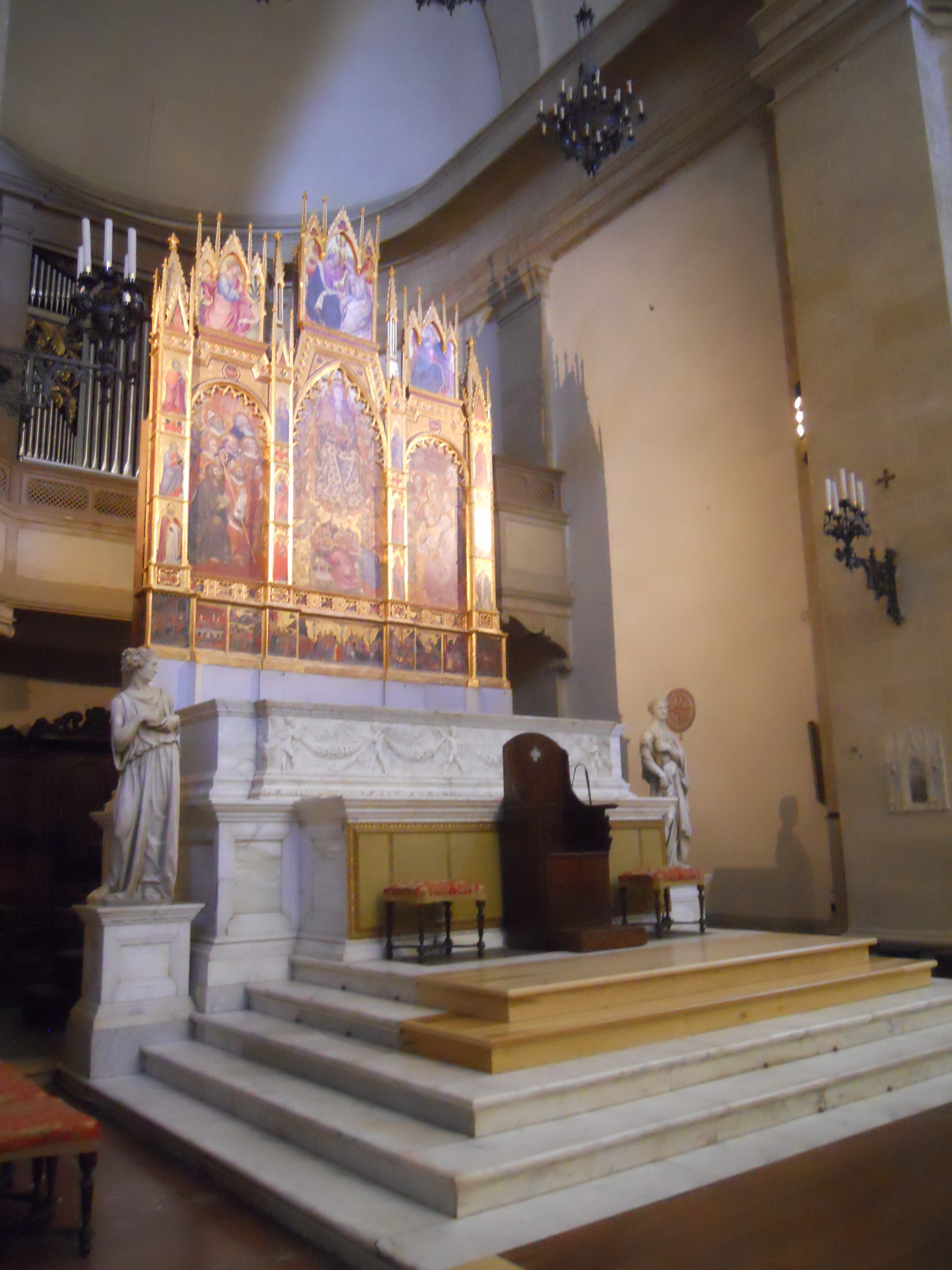
La càtedra episcopal a la catedral de Montepulciano

La diòcesi comprèn els municipis de la província de Siena de Abbadia San Salvatore, Cetona, Chianciano Terme, Chiusi, Montepulciano, Pienza, Radicofani, San Casciano dei Bagni, San Giovanni d'Asso, Sarteano, Sinalunga, Torrita di Siena i Trequanda.
La seu episcopal és la ciutat de Montepulciano, on es troba la catedral de Santa Maria Assunta. A Pienza i a Chiusi hi ha les dues cocatedrals, dedicates respectivament a Santa Maria Assunta i a San Secondiano.
El territori està dividit en 46 parròquies, agrupades en tres vicaries:
1. Chiusi-Chianciano-Montepiesi,
2. Montepulciano
3. Pienza-Val di Chiana-Val d'Asso.

## Història

### Diòcesi de Chiusi
La diòcesi de Chiusi va ser erigida al segle iii: el primer bisbe, Lucio Petroni dret, està històricament documentat el 322.
La diòcesi inicialment cobria un vast territori de Tuscia, que més tard es va dividir per donar lloc a altres circumscripcions eclesiàstiques: el 1325 per a la construcció de la diòcesi de Cortona; el 1462 per a l'erecció de la diòcesi de Pienza i Montalcino; el 1561 per a l'erecció de la diòcesi de Montepulciano; el 1600 per a l'erecció de la diòcesi de Città della Pieve; i en 1772 per ampliar el territori de Montalcino.
A la diòcesi hi havia les abadies del Monte Amiata, de Sant'Antimo i de Monte Oliveto Maggiore; així com a Chiusi, la diòcesi s'estenia pels actuals municipis de Cetona, Chianciano, San Casciano dei Bagni, Sarteano, Radicofani e Abbadia San Salvatore.
El 23 d'abril de 1459 es va tancar va esdevenir part de la província eclesiàstica de l'arxidiòcesi de Siena.

### Diòcesi de Pienza
La diòcesi de Pienza va ser erigida el 13 d'agost de 1462 amb la butlla Pro excellenti del Papa Pius II amb territori desmembrat de les diòcesis de Chiusi i Arezzo. Originalment estava unida aeque principaliter a la diòcesi de Montalcino i immediatament subjecta a la Santa Seu.
Entre 20 de novembre de 1528 i el 1535 la unió entre Montalcino i Pienza es va revocar una primera vegada i després va ser revocat per segona vegada entre 1554 i el 1563.
El 23 de maig de 1594 el Papa Climent VIII, amb la butlla Per exequendum, dividí definitivament de Pienza, Montalcino, amb efectes a partir del final de l'episcopat de monsenyor Francesco Maria Piccolomini, que va acabar amb la seva mort en 1599.
Va pertànyer a la diòcesi pientina també l'abadia de Monte Oliveto Maggiore, que en 1765 va esdevenir abadia nullius dioecesis obtenint l'exempció de la jurisdicció episcopal.
El 15 de juny de 1772 la diòcesi de Chiusi i Pienza es van unir aeque principaliter. Pienza mateixa va cedir una porció de territori, incloent vuit pieves, en benefici de la diòcesi de Montalcino.

### Diòcesi de Montepulciano
El moment en què l'església de Santa Maria Assunta di Montepulciano va ser erigit en Col·legiata és incert; sens dubte que ja ho era en 1217, quan sentim parlar d'un arxipreste de Montepulciano. El 1400 el Papa Bonifaci IX va concedir a l'arxiprest el títol de l'abadia i l'ús de la mitra i del bàcul. En 1480 el Papa Sixt IV va declarar la col·legiata exempta de la jurisdicció del bisbe d'Arezzo i immediatament subjecta a la Santa Seu.
La diòcesi de Montepulciano va ser erigida el 10 de novembre de 1561 amb la butlla Ecclesiarum utilitatem del Papa Pius IV, amb territori desmembrat de dues diòcesis veïnes: Chiusi i Arezzo.
Per la diòcesi de Chiusi de fet es van adquirir les parròquies de Sant Giovanni in Villanuova, entre Montepulciano i Monticchiello (zona Casa al Vento); la pieve de San Vincenzo, a Castelnuovo (a Pievaccia), juntament amb l'església parroquial de Sant Egidi a Gracciano; l'església parroquial de Sant Vittorino a Acquaviva; el convent de San Pietro ad Abbadia; l'església parroquial de Sant Silvestro, als peus de la Muntanya Totona; l'església parroquial de Sant'Albino in Parcia, a Sant'Albino; la parròquia de Sant'Ilario ad Argiano; l'església parroquial de Sant Llorenç a Valiano l'església parroquial de Sant Egidi a Gracciano; Tractament de Sant'Andrea en la cura Cervognano de Santa Mustiola a Caggiole.
De la diòcesi d'Arezzo, a més: l'església parroquial de Santa Maria a Montepulciano; Sant Agustí a Montepulciano (la reunió de Sant Bernat i Sant Mustiola); la parròquia de Jesús a Montepulciano (San Bartolommeo);la parròquia de Santa Maria i Lucy (abans Santa Maria della Veste nera); la parròquia de Sant Bartomeu a Caselle, (ara a San Biagio); la parròquia de Sant Martí, ara a Santa Maria delle Grazie, al poble de Santa Agnès; la parròquia de Santa Maria a Nottola; la parròquia de Sant Pere suprimida Badia a Ruoti a Val d'Ambra.
La diòcesi era molt petita, ja que el territori diocesà incloïa només la ciutat de Montepulciano, amb els seus districtes. Estava immediatament subjecta a la Santa Seu.

### Diòcesi de Montepulciano-Chiusi-Pienza
Alberto Giglioli, bisbe auxiliar de 1970 a 1975 de l'administrador apostòlic de Montepulciano Mario Jsmaele Castellano (arquebisbe de Siena), el 7 d'octubre de 1975 va ser nomenat bisbe de les tres diòcesis de Montepulciano, Chiusi i Pienza, les quals estaven unides in persona episcopi, tenint cada diòcesi la seva autonomia jurídica.
El 30 de setembre de 1986, de conformitat amb el decret Instantibus votis de la Congregació per als Bisbes, es va establir la unió plena de les tres diòcesis; la nova circumscripció eclesiàstica va passar a cridar-se la diòcesi de Montepulciano-Chiusi-Pienza i va esdevenir sufragània de l'arxidiòcesi de Siena-Colle di Val d'Elsa-Montalcino.
En aquesta ocasió, l'Abadia de Sant Pietro in Ruoti a Val d'Ambra es va separar de la diòcesi de Montepulciano i va ser inclosa a l'actual diòcesi d'Arezzo-Cortona-Sansepolcro. Montepulciano conserva la catedral i el seu capítol, mentre que els capítols de Chiusi i Pienza es van mantenir com a capítols de les respectiva cocatedrals. La Cúria de Montepulciano va esdevenir l'única cúria diocesana.

## Cronologia episcopal

### Bisbes de Montepulciano
- Giovanni Ricci † (10 de novembre de 1561 - 9 de gener de 1562 renuncià) (administrador apostòlic)

- Spinello Benci † (9 de gener de 1562 - 10 d'agost de 1596 mort)
- Sinolfo Benci † (24 de gener de 1597 - 5 de juny de 1599 mort)
- Sallustio Tarugi † (10 de gener de 1600 - 1 d'octubre de 1607 nomenat arquebisbe de Pisa)
- Roberto Ubaldini † (1 d'octubre de 1607 - 1622 renuncià)
- Alessandro Della Stufa † (2 d'octubre de 1623 - 1640 renuncià)
- Talento de' Talenti † (3 de desembre de 1640 - 1651 mort)
- Leonardo Dati † (19 de febrer de 1652 - 1652 mort)
- Marcello Cervini † (23 de setembre de 1652 - 8 d'agost de 1663 mort)
- Antonio Cervini † (13 d'agost de 1663 - 9 de setembre de 1706 mort)
- Callisto Lodigeri O.S.M. † (11 d'abril de 1707 - 4 de març de 1710 mort)
- Francesco Maria Arrighi † (1 de desembre de 1710 - de setembre de 1726 mort)
- Antonio Maria Vantini † (17 de març de 1727 - 19 de gener de 1746 mort)
- Pio Magnoni † (4 de setembre de 1747 - 4 d'octubre de 1755 mort)
- Pietro Maria Franzesi † (3 de gener de 1757 - 7 de desembre de 1799 mort)
  - Sede vacante (1799-1802)
- Pellegrino Maria Carletti † (20 de setembre de 1802 - 4 de gener de 1827 mort)
  - Sede vacante (1827-1829)
- Ippolito Niccolai † (27 de juliol de 1829 - 17 de desembre de 1832 mort)
- Pietro Saggioli † (23 de juny de 1834 - 19 de febrer de 1839 mort)
- Claudio Samuelli † (27 de gener de 1843 - 19 de setembre de 1854 mort)
  - Sede vacante (1854-1857)
- Ludovico Maria Paoletti † (3 d'agost de 1857 - 23 d'abril de 1890 mort)
- Felice Gialdini † (23 d'abril de 1890 - 28 de novembre de 1898 renuncià i nomenat bisbe titular de Cirene)
- Giuseppe Batignani † (28 de novembre de 1898 - 4 de febrer de 1933 mort)
- Emilio Giorgi † (18 de setembre de 1933 - 8 de juny de 1964 mort)
  - Sede vacante (1964-1975)[3]
- Alberto Giglioli † (7 d'octubre de 1975 - 30 de setembre de 1986 nomenat bisbe de Montepulciano-Chiusi-Pienza)

### Bisbes de Chiusi
- Lucio Petronio Destro † (? - 11 de desembre de 322 mort)
- San Fiorentino † (citat el 558/560)
- Ecclesio † (inicis de 600 - finals de 604)
- Marcellino † (citat el 619)
- Teodoro † (inicis de 676 - finals de 679)
- Arialdo I † (citat el 730 circa)
- Gisolfo † (citat el 752)
- Andrea † (citat el 826)
- Teobaldo I † (citat el 835)
- Taceprando † (citat el 853)
- Liutprando † (citat el 861)
- Cristiano † (citat el 911)
- Luto † (inicis de 962 - finals de 968)
- Arialdo II † (996 - 1036 mort)
- Guido † (1036 - 1049)
- Pietro I † (1049 - ?)
- Giovanni † (citat el 1059)
- Lanfranco Bovacciani † (inicis de 1066 - finals de 1098)
- Pietro II † (inicis de 1116 - finals de 1126)
- Martino † (citat el 1146)
- Ranieri I † (citat el 1176)
- Leone † (citat el 1179)
- Teobaldo II † (citat el 1191)
- Lanfranco II † (citat el 1200)
- Gualfredo II † (inicis de 1210 - finals de 1211)
- Ermanno † (inicis de 1215 - finals de 1230)
- Gualfredo II ? † (citat el 1231)
- Pisano † (inicis de 1235 - finals de 1237)
- Graziano † (circa 1240 - 10 d'agost de 1245 mort)
- Frogerio o Frigerio † (1245 - 11 de maig de 1248 nomenat bisbe de Perusa)
- Pietro † (citat el 1250)
- Ranieri II † (inicis de 1260 - finals de 1272)
- Pietro † (17 d'abril de 1273 - 1299 mort)
- Matteo de Medici, O.P. † (1299 - finals de 1313 mort)
- Matteo Orsini, O.F.M. † (12 de gener de 1317 - 15 de juny de 1322 mort)
  - Leonardo † (9 de juliol de 1322 - 1327 renuncià) (administrador apostòlic)
- Raniero III, O.S.B.Vall. † (25 de setembre de 1327 - ? mort)
- Angelo † (3 de març de 1343 - ? mort)
- Francesco de Aptis † (17 de setembre de 1348 - 17 d'abril de 1353 nomenat abat de Montecassino)
- Biagio, O.Cist. † (12 d'agost de 1353 - 1357 mort)
- Biagio Geminelli † (21 d'agost de 1357 - ?)
- Giacomo Tolomei, O.F.M.Conv. † (1383 - 1384 nomenat bisbe de Grosseto)
- Clemente Cennino † (1384 - ?)
- Matteo III † (9 de desembre de 1388 - 1393 mort)
- Edoardo Michelotti, O.F.M. † (5 de setembre de 1393 - 29 de febrer de 1404 nomenat bisbe de Perusa)
- Antonio I, O.S.B. † (27 de febrer de 1404 - 1410 deposto)
- Biagio Ermanni † (28 d'abril de 1410 - 16 de novembre de 1418 mort)
- Pietro Paolo Bertini † (14 de desembre de 1418 - 1437 mort)
- Alessio de Cesari † (8 de gener de 1438 - 22 de març de 1462 nomenat arquebisbe de Benevent)
- Giovanni Chinugi † (6 d'abril de 1462 - 7 d'octubre de 1462 nomenat bisbe de Montalcino e Pienza)
- Gabriele Piccolomini, O.F.M. † (7 de gener de 1463 - 1483 mort)
- Lorenzo Mancini † (22 d'octubre de 1483 - ?)
- Antonio II † (1490 - 1497 mort)
- Sinolfo di Castel Lotario † (8 de març de 1497 - 1503 mort)
- Bonifacio di Castel Lotario † (8 de febrer de 1503 - 1504 mort)
- Niccolò Bonafede † (20 de juny de 1504 - 1533 mort)
- Bartolomeo Ferratini † (14 de gener de 1534 - 1534 mort)
- Gregorio Magalotti † (20 d'agost de 1534 - de setembre de 1537 mort)
  - Guido Ascanio Sforza di Santa Fiora † (11 de gener de 1538 - 20 de març de 1538 renuncià) (administrador apostòlic)
- Giorgio Andreasi † (20 de març de 1538 - 2 d'abril de 1544 nomenat bisbe de Reggio Emilia)
  - Bartolomeo Guidiccioni † (2 d'abril de 1544 - 20 de febrer de 1545 renuncià) (administrador apostòlic)
- Giovanni Ricci † (20 de febrer de 1545 - 19 de novembre de 1554 renuncià)
- Figliuccio de Figliucci † (19 de novembre de 1554 - 1558 mort)
- Salvatore Pacini † (24 d'agost de 1558 - 1581 mort)
- Masseo Bardi, O.F.M. † (29 de maig de 1581 - 1597 mort)
- Ludovico Martelli † (1597 - inicis de 1601 mort)
- Fausto Mellari † (22 d'abril de 1602 - 1607 mort)
- Orazio Spannocchi † (12 de gener de 1609 - 5 de setembre de 1620 mort)
- Alfonso Petrucci † (16 de novembre de 1620 - de març de 1633 mort)
- Giovanni Battista Piccolomini † (20 de juny de 1633 - 14 de juliol de 1637 mort)
- Ippolito Campioni † (14 de desembre de 1637 - 27 de gener de 1647 mort)
- Carlo de' Vecchi † (2 de març de 1648 - 12 de març de 1657 renuncià)
- Alessandro Piccolomini † (12 de març de 1657 - 6 de novembre de 1661 mort)
- Marco Antonio Marescotti † (11 de febrer de 1664 - 8 de desembre de 1681 mort)
- Lucio Borghesi † (25 de maig de 1682 - 31 de juliol de 1705 mort)
- Gaetano Maria Bargagli, O.S.B. † (22 de febrer de 1706 - 30 de juny de 1729 mort)
- Giovanni Battista Tarugi † (23 de desembre de 1729 - 14 de setembre de 1735 mort)
- Pio Magnoni † (9 de juliol de 1736 - 4 de setembre de 1747 nomenat bisbe de Montepulciano)
- Giustino Bagnesi, O.S.B.Oliv. † (15 de juliol de 1748 - 15 de juny de 1772 nomenat bisbe de Chiusi i Pienza)

### Bisbes de Pienza i Montalcino
- Giovanni Chinugi † (7 d'octubre de 1462 - 30 de setembre de 1470 mort)
- Tommaso della Testa Piccolomini † (26 d'octubre de 1470 - 1482 mort)
- Agostino Patrizi Piccolomini † (19 de gener de 1484 - 1495 mort)
  - Francesco Piccolomini † (31 d'octubre de 1495 - 1498 renuncià, després elegit papa amb el nom de Pius III) (administrador apostòlic)
- Girolamo I Piccolomini † (14 de març de 1498 - 1510 renuncià)
- Girolamo II Piccolomini † (9 de desembre de 1510 - 1535 mort)[4]
- Alessandro Piccolomini † (1535 - de desembre de 1563 renuncià)[5]
- Francesco Maria I Piccolomini † (de desembre de 1563 - 1599 mort)

### Bisbes de Pienza
- Gioia Dragomani † (15 de desembre de 1599 - 26 de desembre de 1630 mort)
- Scipione Pannocchieschi † (28 de juliol de 1631 - 3 de març de 1636 nomenat arquebisbe de Pisa)
- Ippolito Borghese, O.S.B.Oliv. † (1 de setembre de 1636 - 1637 mort)
- Giovanni Spennazzi † (5 d'octubre de 1637 - 11 d'agost de 1658 mort)
  - Sede vacante (1658-1664)
- Giocondo Turamini † (31 de març de 1664 - 17 de gener de 1665 mort)
- Giovanni Checconi † (11 de novembre de 1665 - 19 de març de 1668 mort)
- Girolamo Borghesi, O.S.B. † (17 de setembre de 1668 - 15 de gener de 1698 mort)
- Antonio Forteguerra † (15 de setembre de 1698 - de gener de 1714 mort)
- Ascanio Silvestri † (13 de juny de 1714 - de novembre de 1724 mort)
- Cinugo Settimio Cinughi † (18 d'abril de 1725 - de març de 1740 mort)
- Francesco Maria II Piccolomini † (3 de juliol de 1741 - 27 de gener de 1772 renuncià)

### Bisbes de Chiusi i Pienza
- Giustino Bagnesi, O.S.B.Oliv. † (15 de juny de 1772 - de gener de 1775 mort)
- Giuseppe Pannilini † (13 de novembre de 1775 - 12 d'agost de 1823 mort)
- Giacinto Pippi † (12 de juliol de 1824 - 30 de desembre de 1839 mort)
  - Sede vacante (1839-1843)
- Giovanni Battista Ciofi † (27 de gener de 1843 - 25 de març de 1870 mort)
  - Sede vacante (1870-1872)
- Raffaele Bianchi † (29 de juliol de 1872 - 30 de desembre de 1889 renuncià)
- Giacomo Bellucci † (30 de desembre de 1889 - 19 de febrer de 1917 mort)
- Giuseppe Conti † (22 de març de 1917 - 24 d'abril de 1941 mort)
- Carlo Baldini, O.M.D. † (31 de juliol de 1941 - 2 de gener de 1970 mort)
  - Sede vacante (1970-1975)
- Alberto Giglioli † (7 d'octubre de 1975 - 30 de setembre de 1986 nomenat bisbe de Montepulciano-Chiusi-Pienza)

### Bisbes de Montepulciano-Chiusi-Pienza
- Alberto Giglioli † (30 de setembre de 1986 - 25 de març de 2000 jubilat)
- Rodolfo Cetoloni, O.F.M. (25 de març de 2000 - 28 de maig de 2013 nomenat bisbe de Grosseto)
- Stefano Manetti, des del 31 de gener de 2014

## Estadístiques
A finals del 2013, la diòcesi tenia 69.953 batejats sobre una població de 73.134 persones, equivalent 95,7% del total.
| any                                    | població | població | població | sacerdots | sacerdots       | sacerdots       | sacerdots             | diaques | religiosos | religiosos | parroquies |
| -------------------------------------- | -------- | -------- | -------- | --------- | --------------- | --------------- | --------------------- | ------- | ---------- | ---------- | ---------- |
| any                                    | batejats | total    | %        | total     | clergat secular | clergat regular | batejats por sacerdot | diaques | homes      | dones      |            |
| diòcesi de Montepulciano               |          |          |          |           |                 |                 |                       |         |            |            |            |
| 1950                                   | 20.000   | 20.000   | 100,0    | 41        | 34              | 7               | 487                   |         | 7          | 27         | 19         |
| 1969                                   | 16.250   | 16.300   | 99,7     | 22        | 22              |                 | 738                   |         |            |            | 17         |
| 1980                                   | 14.850   | 15.100   | 98,3     | 27        | 20              | 7               | 550                   |         | 8          | 35         | 18         |
| diòcesi de Chiusi e Pienza             |          |          |          |           |                 |                 |                       |         |            |            |            |
| 1950                                   | 30.000   | 30.000   | 100,0    | 50        | 40              | 10              | 600                   |         | 10         | 57         | 36         |
| 1970                                   | 26.000   | 26.000   | 100,0    | 38        | 35              | 3               | 684                   |         | 4          | 45         | 36         |
| 1980                                   | 49.345   | 59.501   | 82,9     | 59        | 57              | 2               | 836                   |         | 11         | 133        | 61         |
| diòcesi de Montepulciano-Chiusi-Pienza |          |          |          |           |                 |                 |                       |         |            |            |            |
| 1990                                   | 71.500   | 72.000   | 99,3     | 75        | 59              | 16              | 953                   |         | 18         | 130        | 46         |
| 1999                                   | 69.669   | 71.844   | 97,0     | 70        | 56              | 14              | 995                   | 1       | 14         | 107        | 46         |
| 2000                                   | 69.705   | 71.890   | 97,0     | 70        | 56              | 14              | 995                   | 1       | 14         | 95         | 46         |
| 2001                                   | 69.164   | 71.525   | 96,7     | 72        | 56              | 16              | 960                   | 1       | 18         | 91         | 46         |
| 2002                                   | 69.539   | 72.545   | 95,9     | 64        | 47              | 17              | 1.086                 | 1       | 18         | 92         | 46         |
| 2003                                   | 69.500   | 72.500   | 95,9     | 80        | 61              | 19              | 868                   | 1       | 20         | 95         | 46         |
| 2004                                   | 70.100   | 73.100   | 95,9     | 78        | 59              | 19              | 898                   | 1       | 20         | 83         | 46         |
| 2013                                   | 69.953   | 73.134   | 95,7     | 63        | 45              | 18              | 1.110                 | 3       | 18         | 54         | 46         |

### Per la seu de Montepulciano
- La Chiesa Cattedrale di Montepulciano, a cura della Società Storica Poliziana, Le Balze, Montepulciano, 2005 (italià)
- Giuseppe Cappelletti, Le Chiese d'Italia dalla loro origine sino ai nostri giorni, vol. XVIII, Venècia 1862, pp. 299–319 (italià)
- Pius Bonifacius Gams, Series episcoporum Ecclesiae Catholicae, Leipzig 1931, p. 744 (llatí)
- Konrad Eubel, Hierarchia Catholica Medii Aevi, vol. 3 Arxivat 2019-03-21 a Wayback Machine., p. 249; vol. 4 Arxivat 2018-10-04 a Wayback Machine., p. 248; vol. 5, p. 275; vol. 6, p. 296 (llatí)

### Per la seu de Chiusi
- Dades publicades a www.catholic-hierarchy.org a la pàgina Diocese of Chiusi (anglès)
- Francesco Lanzoni, Le diocesi d'Italia dalle origini al principio del secolo VII (an. 604), vol. I, Faenza 1927, pp. 552–554 (italià)
- Giuseppe Cappelletti, Le Chiese d'Italia dalla loro origine sino ai nostri giorni, vol. XVII, Venècia 1862, pp. 562–603 e 625-632 (italià)
- Pius Bonifacius Gams, Series episcoporum Ecclesiae Catholicae, Leipzig 1931, pp. 753–754 (llatí)
- Konrad Eubel, Hierarchia Catholica Medii Aevi, vol. 1 Arxivat 2019-07-09 a Wayback Machine., p. 195; vol. 2 Arxivat 2018-10-04 a Wayback Machine., pp. 131–132; vol. 3 Arxivat 2019-03-21 a Wayback Machine., p. 171; vol. 4 Arxivat 2018-10-04 a Wayback Machine., pp. 154–155; vol. 5, pp. 162–163; vol. 6, p. 171 (llatí)

### Per la seu de Pienza
- Dades publicades a www.catholic-hierarchy.org en la pàgina Diocese of Pienza (anglès)
- Giuseppe Cappelletti, Le Chiese d'Italia dalla loro origine sino ai nostri giorni, vol. XVII, Venècia 1862, pp. 604–629 (italià)
- Butlla Pro excellenti, a Bullarum diplomatum et privilegiorum sanctorum Romanorum pontificum Taurinensis editio, Vol. V, pp. 166–169 (llatí)
- Butlla Ad exequendum, a Bullarum diplomatum et privilegiorum sanctorum Romanorum pontificum Taurinensis editio, Vol. X, p. 143 (llatí)
- Pius Bonifacius Gams, Series episcoporum Ecclesiae Catholicae, Leipzig 1931, pp. 743–744, 754 (llatí)
- Konrad Eubel, Hierarchia Catholica Medii Aevi, vol. 3 Arxivat 2019-03-21 a Wayback Machine., p. 212; vol. 4 Arxivat 2018-10-04 a Wayback Machine., p. 278; vol. 5, p. 314; vol. 6, p. 338 (llatí)